# Tour de France 1994
81. Tour de France rozpoczął się 2 lipca w Lille, a zakończył się 24 lipca w Paryżu. Wyścig składał się z prologu i 21 etapów, w tym: 9 etapów płaskich, 9 etapów górskich i 4 etapów jazdy na czas. Cała trasa liczyła 3978 km.
Zdobywca trzeciego miejsca w poprzedniej edycji TdF, Polak Zenon Jaskuła nie wystartował w 1994 roku, ponieważ jego drużyna - Jolly Componibili nie brała udziału w tej edycji.

## Klasyfikacje
Klasyfikację generalną wygrał po raz czwarty z rzędu Hiszpan Miguel Indurain, wyprzedzając Łotysza Pēterisa Ugrjumovsa i Włocha Marco Pantaniego. Indurain został tym samym trzecim kolarzem, który wygrywał Wielką Pętlę cztery razy z rzędu. Francuz Richard Virenque wygrał klasyfikację górską, Uzbek Dżamolidin Abdużaparow wygrał klasyfikację punktową, a Włoch Marco Pantani był najlepszy w klasyfikacji młodzieżowej. Najaktywniejszym kolarzem został kolejny włoski kolarz – Eros Poli. W klasyfikacji drużynowej najlepsza była włoska drużyna Festina-Lotus.

## Drużyny
W tej edycji TdF wzięło udział 21 drużyn:
| - Carrera Jeans-Tassoni - GB-MG Maglificio - Gewiss-Ballan - Lampre-Panaria - Mapei-CLAS - Festina-Lotus - TVM-Bison Kit | - Mercatone Uno-Medeghini - Team Polti-Vaporetto - Castorama - GAN - Novemail-Laser Computer - Team Telekom - ZG Mobili-Selle Italia | - Banesto - ONCE - Lotto - Motorola - WordPerfect-Colnago-Decca - Kelme-Avianca-Gios - Chazal-MBK |

## Etapy
| P  | 2 lipca  | Lille                               | ITT 7,2 km    | Chris Boardman         |               |               |               |
| 1  | 3 lipca  | Lille – Armentières                 | 234,0 km      | Dżamolidin Abdużaparow |               |               |               |
| 2  | 4 lipca  | Roubaix – Boulogne-sur-Mer          | 203,5 km      | Jean-Paul van Poppel   |               |               |               |
| 3  | 5 lipca  | Calais – Eurotunel                  | TTT 66,5 km   | GB-MG Maglificio       |               |               |               |
| 4  | 6 lipca  | Dover – Brighton                    | 204,5 km      | Francisco Cabello      |               |               |               |
| 5  | 7 lipca  | Portsmouth – Portsmouth             | 187,0 km      | Nicola Minali          |               |               |               |
| 6  | 8 lipca  | Cherbourg – Rennes                  | 270,5 km      | Gianluca Bortolami     |               |               |               |
| 7  | 9 lipca  | Rennes – Futuroscope                | 259,5 km      | Ján Svorada            |               |               |               |
| 8  | 10 lipca | Poitiers – Trélissac                | 218,5 km      | Bo Hamburger           |               |               |               |
| 9  | 11 lipca | Périgueux – Bergerac                | ITT 64,0 km   | Miguel Indurain        |               |               |               |
| 10 | 12 lipca | Bergerac – Cahors                   | 160,5 km      | Jacky Durand           |               |               |               |
| 11 | 13 lipca | Cahors – Hautacam                   | 263,5 km      | Luc Leblanc            |               |               |               |
|    | 14 lipca | Dzień przerwy                       | Dzień przerwy | Dzień przerwy          | Dzień przerwy | Dzień przerwy | Dzień przerwy |
| 12 | 15 lipca | Lourdes – Luz Ardiden               | 204,5 km      | Richard Virenque       |               |               |               |
| 13 | 16 lipca | Bagnères-de-Bigorre – Albi          | 223,0 km      | Bjarne Riis            |               |               |               |
| 14 | 17 lipca | Castres – Montpellier               | 202,0 km      | Rolf Sørensen          |               |               |               |
| 15 | 18 lipca | Montpellier – Carpentras            | 231,0 km      | Eros Poli              |               |               |               |
| 16 | 19 lipca | Valréas – Alpe d’Huez               | 224,5 km      | Roberto Conti          |               |               |               |
| 17 | 20 lipca | Le Bourg-d’Oisans – Val Thorens     | 149,0 km      | Nelson Rodríguez       |               |               |               |
| 18 | 21 lipca | Moutiers – Cluses                   | 174,5 km      | Pēteris Ugrjumovs      |               |               |               |
| 19 | 22 lipca | Cluses – Avoriaz                    | ITT 47,5 km   | Pēteris Ugrjumovs      |               |               |               |
| 20 | 23 lipca | Morzine – Lac de Saint-Point        | 208,5 km      | Dżamolidin Abdużaparow |               |               |               |
| 21 | 24 lipca | Disneyland – Paryż (Champs-Élysées) | 175,0 km      | Eddy Seigneur          |               |               |               |

## Liderzy klasyfikacji po etapach
| Etap                 | Zwycięzca              | Klasyfikacja generalna | Klasyfikacja punktowa  | Klasyfikacja górska  | Klasyfikacja młodzieżowa | Klasyfikacja drużynowa |
| -------------------- | ---------------------- | ---------------------- | ---------------------- | -------------------- | ------------------------ | ---------------------- |
| P                    | Chris Boardman         | Chris Boardman         | Chris Boardman         | brak                 | Eddy Seigneur            | GAN                    |
| 1                    | Dżamolidin Abdużaparow | Chris Boardman         | Dżamolidin Abdużaparow | Jean-Paul van Poppel | Eddy Seigneur            | GAN                    |
| 2                    | Jean-Paul van Poppel   | Chris Boardman         | Dżamolidin Abdużaparow | Peter De Clercq      | Eddy Seigneur            | GAN                    |
| 3                    | GB-MG Maglifico        | Johan Museeuw          | Dżamolidin Abdużaparow | Peter De Clercq      | Lance Armstrong          | GB-MG Maglifico        |
| 4                    | Francisco Cabello      | Flavio Vanzella        | Dżamolidin Abdużaparow | Peter De Clercq      | Lance Armstrong          | GB-MG Maglifico        |
| 5                    | Nicola Minali          | Flavio Vanzella        | Dżamolidin Abdużaparow | Peter De Clercq      | Lance Armstrong          | GB-MG Maglifico        |
| 6                    | Gianluca Bortolami     | Sean Yates             | Dżamolidin Abdużaparow | Peter De Clercq      | Lance Armstrong          | Motorola               |
| 7                    | Ján Svorada            | Johan Museeuw          | Dżamolidin Abdużaparow | Peter De Clercq      | Lance Armstrong          | Motorola               |
| 8                    | Bo Hamburger           | Johan Museeuw          | Dżamolidin Abdużaparow | Peter De Clercq      | Lance Armstrong          | Motorola               |
| 9                    | Miguel Indurain        | Miguel Indurain        | Dżamolidin Abdużaparow | Peter De Clercq      | Abraham Olano            | Mapei-Clas             |
| 10                   | Jacky Durand           | Miguel Indurain        | Dżamolidin Abdużaparow | Peter De Clercq      | Abraham Olano            | Castorama              |
| 11                   | Luc Leblanc            | Miguel Indurain        | Dżamolidin Abdużaparow | Peter De Clercq      | Abraham Olano            | Mapei-Clas             |
| 12                   | Richard Virenque       | Miguel Indurain        | Dżamolidin Abdużaparow | Richard Virenque     | Richard Virenque         | Festina-Lotus          |
| 13                   | Bjarne Riis            | Miguel Indurain        | Dżamolidin Abdużaparow | Richard Virenque     | Richard Virenque         | Festina-Lotus          |
| 14                   | Rolf Sørensen          | Miguel Indurain        | Dżamolidin Abdużaparow | Richard Virenque     | Richard Virenque         | Festina-Lotus          |
| 15                   | Eros Poli              | Miguel Indurain        | Dżamolidin Abdużaparow | Richard Virenque     | Richard Virenque         | Festina-Lotus          |
| 16                   | Roberto Conti          | Miguel Indurain        | Dżamolidin Abdużaparow | Richard Virenque     | Richard Virenque         | Festina-Lotus          |
| 17                   | Nelson Rodríguez       | Miguel Indurain        | Dżamolidin Abdużaparow | Richard Virenque     | Richard Virenque         | Festina-Lotus          |
| 18                   | Pēteris Ugrjumovs      | Miguel Indurain        | Dżamolidin Abdużaparow | Richard Virenque     | Richard Virenque         | Festina-Lotus          |
| 19                   | Pēteris Ugrjumovs      | Miguel Indurain        | Dżamolidin Abdużaparow | Richard Virenque     | Marco Pantani            | Festina-Lotus          |
| 20                   | Dżamolidin Abdużaparow | Miguel Indurain        | Dżamolidin Abdużaparow | Richard Virenque     | Marco Pantani            | Festina-Lotus          |
| 21                   | Eddy Seigneur          | Miguel Indurain        | Dżamolidin Abdużaparow | Richard Virenque     | Marco Pantani            | Festina-Lotus          |
| Klasyfikacja końcowa | Klasyfikacja końcowa   | Miguel Indurain        | Dżamolidin Abdużaparow | Richard Virenque     | Marco Pantani            | Festina-Lotus          |

## Klasyfikacje końcowe

### Klasyfikacja generalna
| Pozycja | Zawodnik           | Drużyna        | Czas          |
| ------- | ------------------ | -------------- | ------------- |
| 1.      | Miguel Indurain    | Banesto        | 103 h 38' 38" |
| 2.      | Pēteris Ugrjumovs  | Gewiss-Ballan  | +5' 39"       |
| 3.      | Marco Pantani      | Carrera        | +7' 19"       |
| 4.      | Luc Leblanc        | Festina        | +10' 03"      |
| 5.      | Richard Virenque   | Festina        | +10' 10"      |
| 6.      | Roberto Conti      | Lampre-Panaria | +12' 29"      |
| 7.      | Alberto Elli       | GB-MG          | +20' 17"      |
| 8.      | Alex Zülle         | ONCE           | +20' 35"      |
| 9.      | Udo Bölts          | Telekom        | +25' 19"      |
| 10.     | Wołodymyr Pułnikow | Carrera        | +25' 28"      |

### Klasyfikacja punktowa
| Pozycja | Zawodnik               | Drużyna        | Punkty |
| ------- | ---------------------- | -------------- | ------ |
| 1.      | Dżamolidin Abdużaparow | Polti          | 322    |
| 2.      | Silvio Martinello      | Mercatone Uno  | 273    |
| 3.      | Ján Svorada            | Lampre-Panaria | 230    |
| 4.      | Gianluca Bortolami     | Mapei-Clas     | 188    |
| 5.      | Miguel Indurain        | Banesto        | 132    |

### Klasyfikacja górska
| Pozycja | Zawodnik          | Drużyna       | Punkty |
| ------- | ----------------- | ------------- | ------ |
| 1.      | Richard Virenque  | Festina       | 392    |
| 2.      | Marco Pantani     | Carrera       | 243    |
| 3.      | Pēteris Ugrjumovs | Gewiss-Ballan | 219    |
| 4.      | Miguel Indurain   | Banesto       | 215    |
| 5.      | Peter De Clercq   | Lotto         | 192    |

### Klasyfikacja młodzieżowa
| Pozycja | Zawodnik         | Drużyna    | Czas          |
| ------- | ---------------- | ---------- | ------------- |
| 1.      | Marco Pantani    | Carrera    | 103 h 45' 57" |
| 2.      | Richard Virenque | Festina    | +2' 51"       |
| 3.      | Bo Hamburger     | TVM        | +36' 25"      |
| 4.      | Beat Zberg       | Carrera    | +49' 17"      |
| 5.      | Abraham Olano    | Mapei-Clas | +54' 10"      |

### Klasyfikacja drużynowa
| Pozycja | Drużyna       | Czas          |
| ------- | ------------- | ------------- |
| 1.      | Festina       | 311 h 28' 53" |
| 2.      | Gewiss-Ballan | +42' 57"      |
| 3.      | Banesto       | +44' 38"      |
| 4.      | Mapei-Clas    | +48' 25"      |
| 5.      | Carrera       | +50' 55"      |